# Parafia Najświętszej Maryi Panny Jasnogórskiej w Orzechu
Parafia Najświętszej Maryi Panny Jasnogórskiej w Orzechu – parafia kościoła katolickiego w Orzechu w gminie Świerklaniec; należy do diecezji gliwickiej (dekanat Żyglin).

## Historia

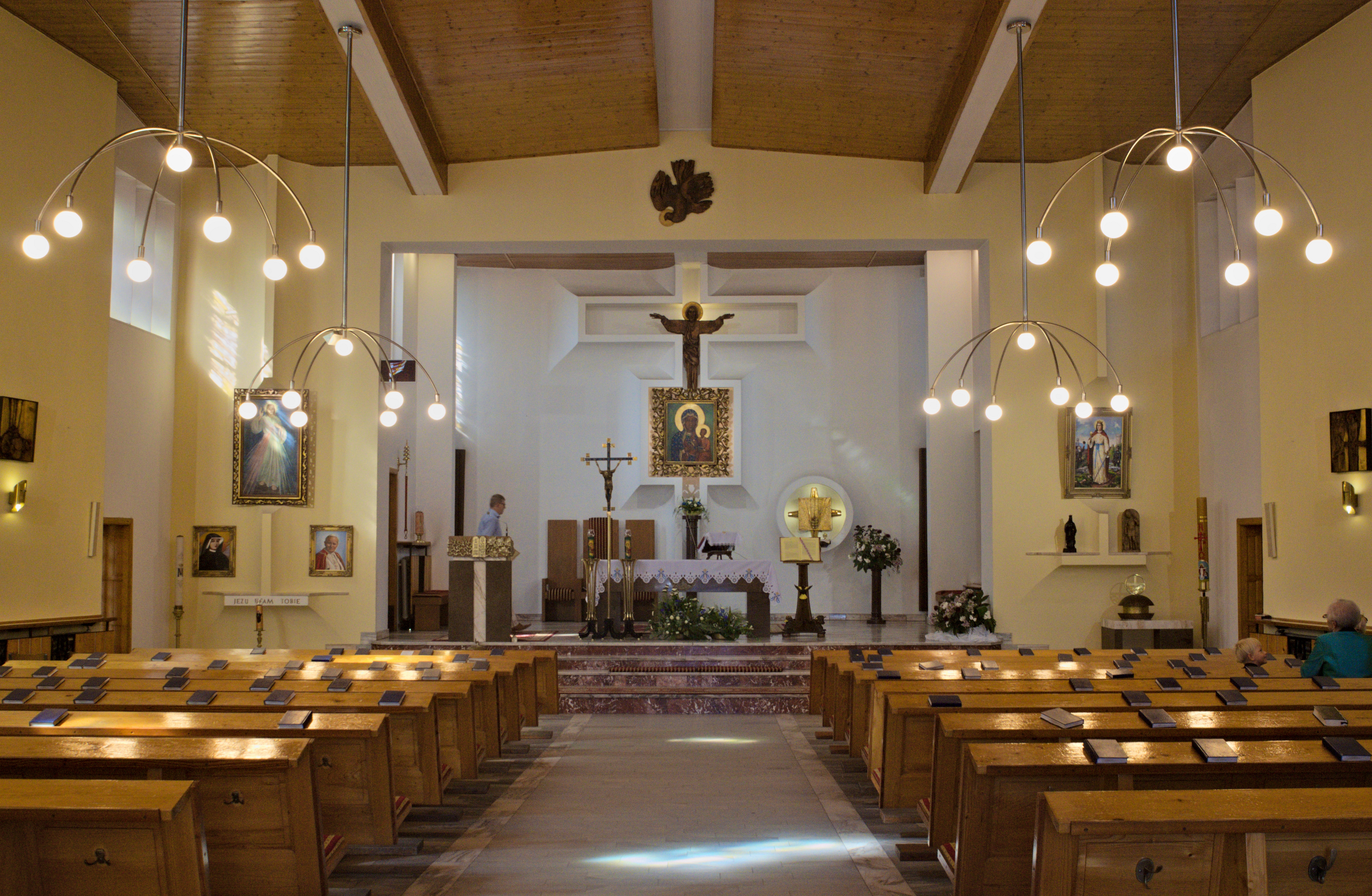
Wnętrze kościoła parafialnego (2019)

Początkowo Orzech należał do parafii św. Małgorzaty w Bytomiu; od około 1277 roku podlegał parafii Świętych Apostołów Piotra i Pawła w Kamieniu; następnie wierni z Orzecha należeli do parafii św. Wojciecha w Radzionkowie. Samodzielna parafia w Orzechu została erygowana 22 marca 1981 roku. Zanim wybudowano kościół dla parafii, powstała kaplica św. Jana Nepomucena, a pierwsza msza święta została odprawiona w zaadaptowanym budynku gospodarczym. Kościół parafialny wybudowany według projektu Rudolfa Fojcika z Pszowa, z wyposażeniem projektu Zygmunta Brachmańskiego został poświęcony 18 listopada 1984 roku przez biskupa Herberta Bednorza. W 1991 roku został utworzony cmentarz parafialny.

## Proboszczowie
- ks. Edmund Mrozik (1972-1974)
- ks. Józef Gruszka (1974-1981)
- ks. Jan Tomiczek (1981-2007)
- ks. Marek Pyka (2007-nadal)[1]